# Mujer de plata
Mujer de plata es una organización feminista de la ciudad de Potosí en Bolivia, la única de su ciudad hasta 2024. La organización realiza actividades de formación, arte, apoyo, denuncia y activismo en general. La organización cuenta entre sus integrantes a Evelyn Callapino Guarachi  Ángela Uzuna Bobarín y María René Soria Rentería.

## Antecedentes
En Bolivia diversas organizaciones acompañan los procesos de denuncia y acompañamiento de sobrevivientes o familiares de víctimas de agresiones con razón de género que violan la Ley 348, esta labor se enmarca en las denuncias sobre las fallas del sistema judicial en el procesamiento de denuncias, así como de corrupción en los procesos, llegando en muchos casos a violarse los derechos de las víctimas y sus familias. El descontento social con esta situación ha sido visibilizado en acciones locales y nacionales como en la marcha de mujeres en contra de las violencias machistas y la corrupción en la justicia.

## Acciones de la organización

### Formación
Mujer de plata ha promovido actividades de formación artística, de la misma manera organizó actividades como talleres de educación sexual y planificación familiar con las mujeres habitantes del Cerro Rico de Potosí,  espacio de explotación minera intensiva desde el siglo XV.

### Arte
La organización ha llevado adelante actividades artísticas como la intervención al popular canto el Albarillo, un diálogo imaginado con la poetisa Adela Zamudio, intervenciones en espacio público para ilustrar el impacto del feminicidio en su ciudad, y el Teatro de las oprimidas, un proyecto llevado a cabo con la participación de jóvenes estudiantes de Unidades Educativas.